# 幻想文学
幻想文学（げんそうぶんがく、仏: littérature fantastique リテラチュール・ファンタスティック、英: fantasy literature）は、
- （最狭義）19世紀初頭のフランスにおいてロマン派の台頭とともに、イギリスのゴシック小説およびドイツの E.ホフマンの影響のもとに（フランスで）生まれた、特定の文学ジャンルのこと[1]。
- 最広義には 神秘的空想の世界を描いた文学全般のこと。やや狭義には特に幽霊や悪魔などの超自然の世界を描いた文学のこと[1]。

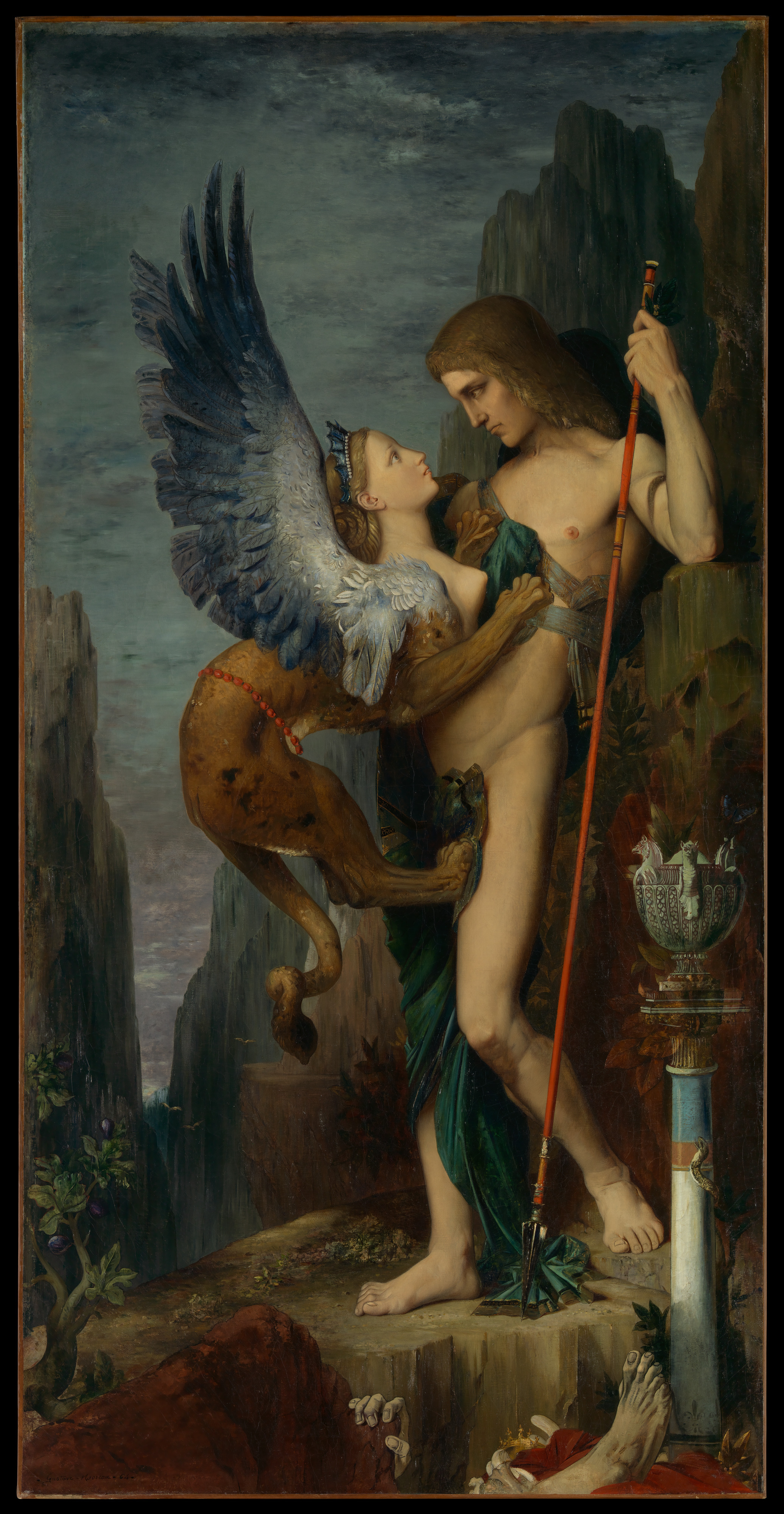
象徴主義の画家ギュスターヴ・モロー「オイディプスとスフィンクス」

## 概説
ゴシック趣味にもとづく超自然的現象を装飾文体で語るゴシック・ロマンス（ゴシック小説）では、マシュー・グレゴリー・ルイス、アン・ラドクリフなどが挙げられる。また、近代小説と分類される作家では、ゴーゴリ、ドストエフスキー、ディケンズ、日本では夏目漱石、森鷗外、芥川龍之介、川端康成、谷崎潤一郎などが、超自然に材を取った作品を残している。この分野では、モダニズムの作家であるカフカ、ナボコフ、ベケット、プルースト、ジョイスらの作品が幻想文学に位置づけられることもある。また、事象を現実世界への無意識の侵入をテーマ化するシュルレアリスムも含むことがある。
範囲の曖昧さ
ただし、定義の範囲を最も広げて、「神秘的空想の世界を描いた文学全般」とすると、その範疇はかなり曖昧になる。
神話や民話、寓話、叙事詩の一部にもその傾向はある、ともいえる。
近代以前では、ローレンス・スターンの『トリストラム・シャンディ』も「幻想文学」とされることがあるので、近代小説成立以前にも多くの幻想文学作品が存在していた、ともいえる。
現代に入ると、ポストモダニズムの先鞭となる、古来からある神話的・民話的モチーフを取り入れ、寓話風の作品を書く作家が現れた。代表的なものとして、カルヴィーノ「我らの祖先」三部作や澁澤龍彦のタブッキ、ウィンターソンのアンジェラ・カーターなどが挙げられる。これらと並行した時期に、南米のマジックリアリズム作家、ガルシア＝マルケス、ホルヘ・ルイス・ボルヘス、マヌエル・プイグ、ホセ・ドノーソらがいる。幻覚を扱った作品では、いくつか類別することができる。ジェラール・ド・ネルヴァル「オーレリア」、夢野久作「ドグラ・マグラ」、色川武大『狂人日記』は、狂気や精神障害、錯乱による幻覚を扱った作品である。ウィリアム・S・バロウズなどは、ドラッグによる幻覚を扱った。ほかには、事象が幻覚であり、現実に起きていないことを認識した上でその幻覚を描く作品を、内田百閒や日野啓三が残している。
神の啓示や霊的なもの、天使、悪魔、魔女、魔術、錬金術などにまつわる物語については、神秘文学、オカルト文学といった呼び方をすることもある。風刺のために架空の土地や世界を舞台にしたり、空想的な冒険を描く作品として、シラノ・ド・ベルジュラック『太陽の諸国諸帝国』やジョナサン・スウィフト『ガリバー旅行記』なども幻想文学として扱われる。サド、マゾッホ、バタイユ、アンドレ・ピエール・ド・マンディアルグといった性愛の幻想を描いた作家も、耽美、異端といった表現で幻想文学に入れられることもある。

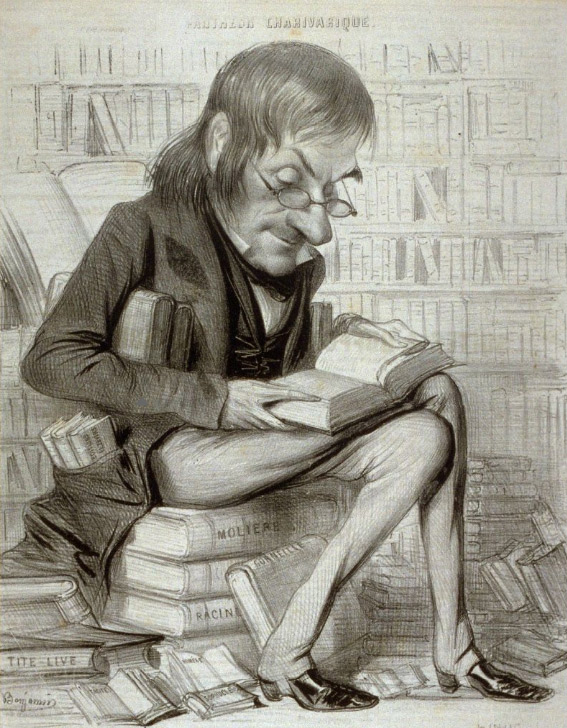
いちはやく幻想文学理論をまとめたシャルル・ノディエ（Benjamin Roubaud画）

ツヴェタン・トドロフ（『幻想文学論序説』）は、M・R・ジェイムズ(Ghosts and Marvels)やオルガ・ライマン(Das Märchen bei E.T.A.Hoffmann)などを引いて、幻想とは現実と想像（超自然）の間で読者に「ためらい」を抱かせるもので、それは「恐怖」と「驚異」の中間にあるものとするが、H・P・ラヴクラフト(Supernatural Horror in Literature)は読者に誘発する感情の強さのために「恐怖」を重要視し、ピーター・ペンゾルト(The Supernatural in Fiction)やカイヨワ（『幻想のさなかに』）も「恐怖」や「奇異の感情」を幻想の要素としている。マルセル・シュネデール『フランス幻想文学史』は、「幻想とは内奥の空間を探求するもの」とする。
文学用語（文学研究のための学問的用語）として「（フランス語）fantastique」「（英語）fantasy」を使い始めた経緯
フランス語のfantastique、英語のfantasy、ドイツ語のPhantasieなどは、それぞれの歴史的経緯から意味はまったく同じではないが、元はギリシア語のphantastikéから、ラテン語のfantasticumを経て生まれたと推測されている。幻想文学的作品にFantastiqueの語を用いるようになったのは19世紀フランス・ロマン派の人々で、この分野の研究はフランスで進み、ツヴェタン・トドロフ『幻想文学論序説』(Introduction à La Littèrature Fantastiaue, 1970年）が各国に翻訳、紹介されて、Fantasticの語が文芸用語として認知されるようになった。
日本では『哲学字彙』（1881年）でHallucinationの訳語として「幻想」が使われたが、その後心理学・哲学の領域では「幻覚」に定着。『訂増英華字典』（1883年）で、Fancy、Fantasm等の訳語として「幻想」が使われた。

## 幻想文学の系譜

### 源流
幻想文学の源流である神話や民話においては、アニミズムに基づく精霊や妖精の物語が生み出された。ホメロス『オデュッセイア』では地獄が語られ、ギリシア悲劇には幽霊が登場し、宗教書では霊や予言者や魔女の物語があり、また多くの狼男や吸血鬼、変身などをテーマとする物語が作られてきた。またヨーロッパではアーサー王伝説も広く題材にとられ、『アレクサンドロス大王東征紀』を元にした「東方の驚異」に関する伝説（「アレクサンドロス大王からアリストテレスへの手紙」）や、プレスター・ジョン伝説がアジアへの幻想をかき立てた。18世紀初頭にはフランスの東洋学者アントワーヌ・ガランにより『千夜一夜物語』が紹介され、カーリダーサによるサンスクリット劇『シャクンタラー姫』は18世紀後半から英独仏語に訳されて、ゲーテらに影響を与えた。1819年にはフランツ・ボップにより『マハーバーラタ』から「ナラ王物語」がラテン語訳され、続いて各国語に広く訳される。

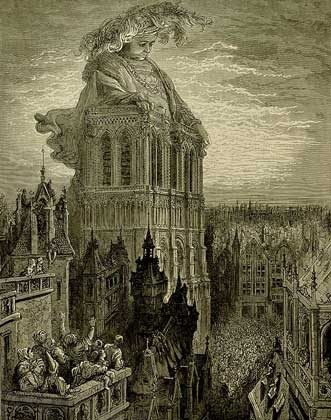
ラブレーの風刺と嘲笑の物語「ガルガンチュワ」（ギュスターヴ・ドレ画）

ルネサンス期には、人文主義者トマス・モアが理想と風刺の題材としてのユートピアを著し、フランソワ・ラブレーによる民間伝承を元にした超人的な巨人の王によるグロテスクな笑いの物語「ガルガンチュワとパンタグリュエル」が民衆の人気を得た。

### 伝説の再発見
フランスでは16、17世紀にはシャルル・ペローによる民話収集などの他、民衆による迷信的な物語の延長上の「不可思議物語」が栄え、18世紀にはジャック・カゾットやサドなど、想像力豊かな作品が生み出されていた。グリム兄弟はドイツの民間伝承を収集して『子供と家庭のメルヒェン集』（1812年）などとして刊行し、ハイネも『精霊物語』（1835年）でゲルマン民族の古代神を取り上げ、続いて『流刑の神々』（1853年）ではギリシアの神々について述べ、また詩作に反映した。ルートヴィヒ・ティークらは、「民衆本」の民話などを題材にして創作したクンスト・メルヘン（芸術童話）を生み、自然礼賛の思想を育んだ。ゴーゴリは、当時ロシアで流行していた、故郷ウクライナの伝説を元にした創作『ディカーニカ近郷夜話』（1832年）で人気を得た。

### 文学潮流
近代におけるその系譜は、たとえばイギリスのゴシック・ロマンス、ロマン派などといった潮流となり、19世紀には後期ロマン派、特にE.T.A.ホフマンの作品が各国に大きな影響を与えた。
19世紀には、幻想文学論「文学における幻想について」(Rêveries littéraires, morales et fantastiques、1832)を書いたシャルル・ノディエや、テオフィル・ゴーティエら小ロマン派と呼ばれる作家達が活動し、コント・ファンタスティック(Conte Fantastique)という分野を形成する。またスウェーデンボルグなどの神秘思想に影響された作品（バルザック「セラフィタ」など）や、悪魔崇拝を題材にした作品（ユイスマンス『彼方』など）も生まれた。ドイツやフランスのロマン派作品が翻訳されたイギリスでは、産業革命によって押し進む合理主義社会で、人間性回復のための文学として、ジョン・ラスキンなどによる妖精物語が復権する。さらにラファエル前派や、フェビアン協会のキリスト教的社会主義の影響を受けながら、昔話とは異なる別世界を舞台にしたチャールズ・キングスレー、ルイス・キャロル、ジョージ・マクドナルドなどの物語が生み出された。 世紀後半には象徴派のリラダンなどによる作品が生まれ、20世紀にはハンス・ハインツ・エーヴェルスやフランツ・カフカなど表現主義作家の作品、アンドレ・ブルトンらのシュルレアリスムや、レーモン・ルーセルの実験的作品が書かれた。ロシアでは、ロマン主義や象徴主義の影響を受けた、プーシキン、ウクライナの伝説を小説化したゴーゴリ、チェーホフ、アレクセイ・ニコラエヴィッチ・トルストイらの怪奇的、幻想的な作品がある。20世紀にもザミャーチンやブルガーコフの風刺的な作品が書かれたが、社会主義リアリズムによりほぼ黙殺される状態が続き、ソビエト連邦の崩壊によってそれらの再評価がなされている。

### 東アジアの系譜
中国においては六朝時代の『捜神記』などの志怪小説、唐代の『遊仙窟』など多数書かれた伝奇小説といった伝統があり、元・明代には『西遊記』が成立し、清代には『聊斎志異』が書かれた。日本においては仏教説話集『日本霊異記』、古代説話を集めた『今昔物語集』などから、江戸時代には上田秋成『雨月物語』や曲亭馬琴『南総里見八犬伝』など怪奇的、伝奇的作品が書かれ、それらのイメージは歌舞伎や浄瑠璃を通じて広まった。明治時代にも泉鏡花、岡本綺堂などの伝統に基づいた幻想的な作品が書かれ、三遊亭圓朝の話芸も文学的評価は高い。これらは科学的知見の進歩とともにリアリズムからは徐々に乖離していくが、なおも幻想であることを認識した上での文学作品として現代まで書き継がれている。朝鮮では17世紀以降『沈清伝』『洪吉童伝』など幻想的なハングル小説が書かれ、19世紀末頃からは李朝、日本、独裁政権などの抑圧に抗した寓話的、風刺的な作品が、安国善、李箕永、朴養浩などによって書かれている。現代中国文学では、莫言の受賞理由となった、作品中に矛盾を孕みながら物語が進展する幻覚的リアリズムや、作家残雪の独自のリアリズムも、幻想文学に近い位置にあるといえる。

### 大衆化

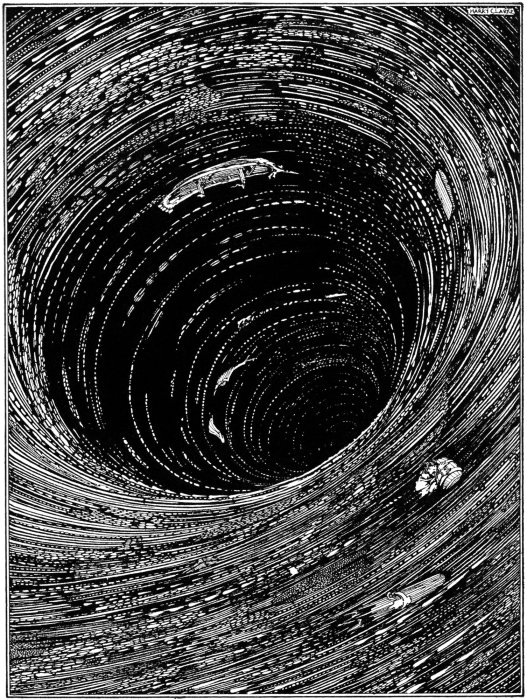
ポー「メエルシュトレエムに呑まれて」の海の大渦の幻想（ハリー・クラーク画）

19世紀になると産業革命によって生まれた都市労働者の読書欲を満たすために、イギリスのペニー・ドレッドフルや、アメリカのストーリー・ペーパーやダイムノヴェルといった定期刊行物として、廉価な大量生産的大衆小説が数多く生み出され、多くの怪奇小説や冒険小説が爆発的な人気を得た。またエドガー・アラン・ポーやジュール・ヴェルヌなどによって科学的驚異による幻想の物語が生まれ、SFとして発展を遂げたが、SFと見なされている作品が国際幻想文学賞を受賞するなど、独自的な幻想を描く文学としても認知されている。推理小説においても、一見不可能に見える犯罪や奇妙な動機が様々な幻想を喚起することがある。
アフリカでは20世紀以降、エイモス・チュツオーラ、ソニー・ラブ＝タンシなど、口承文学の伝統を元にしたマジックリアリズム的な文学が生まれている。

## 日本における受容

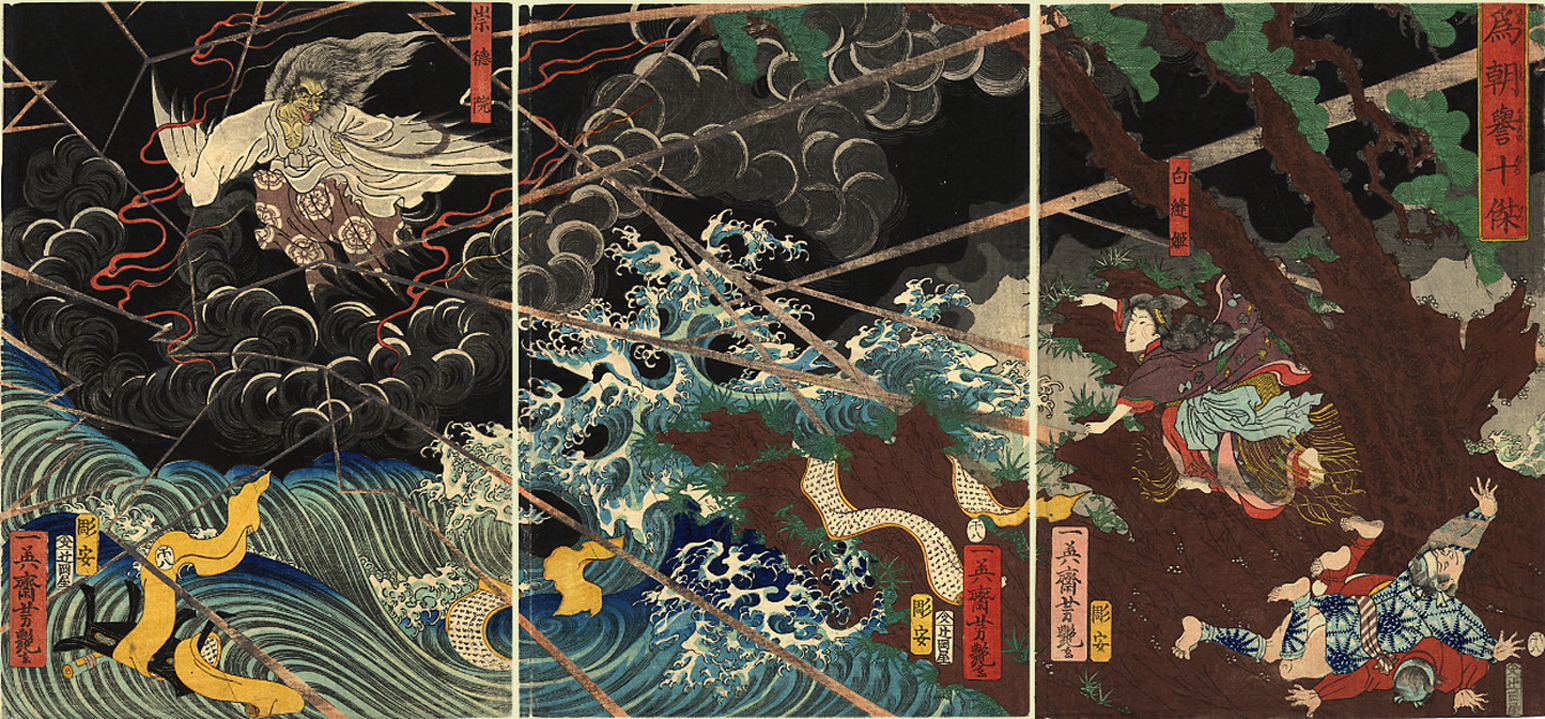
曲亭馬琴『椿説弓張月』崇徳院の怨霊（歌川芳艶画）

大正末から昭和初期にかけて、雑誌『新青年』などでは江戸川乱歩や夢野久作などの怪奇幻想趣味、あるいはエログロナンセンスと呼ばれる作風が一世を風靡し、また日夏耿之介は「神秘文学」「恠異派文学」として東西古今の怪奇・幻想作品の紹介を行った。国枝史郎などによって伝奇小説というジャンルも生まれる。
1950年代から澁澤龍彦によるフランス文学における幻想小説、怪奇小説の紹介、平井呈一による英米怪奇小説の紹介が始まり、1956年にハヤカワ・ミステリで『幻想と怪奇 英米怪談集』2巻が刊行。並行して澁澤の創作「犬狼都市」や、中井英夫「とらんぷ譚」連作などが発表され、1966年に『世界の異端文学』（桃源社）が刊行されて澁澤の存在が注目され、徐々に分野として認知されるようになった。『ミステリマガジン』誌では1967年から定期的に「幻想と怪奇」特集が組まれ、1968年には『血と薔薇』創刊、1970年代には『ユリイカ』誌上での澁澤龍彦、種村季弘、由良君美らが読者の空想を掻き立て、紀田順一郎、荒俣宏編集による『世界幻想文学大系』が出版される。中間小説誌でも赤江瀑や皆川博子がデビューし、1973年から1974年には雑誌『幻想と怪奇』が発行、『S-Fマガジン』誌では山尾悠子などが見いだされた。1980年頃からは日本の明治以降の文学作品の中における幻想的な作品を幻想文学として位置付けたアンソロジーも出版されるようになり、1983年には季刊誌『幻想文学』が発刊（2003年終刊）、出版界におけるジャンルの一つとして確立されるに至った。
詩歌の世界においては、中井英夫に見いだされた塚本邦雄や寺山修司らの前衛短歌運動により、幻想的な表現が注目された。
1980年代以降では村上春樹、多和田葉子、長野まゆみ、諏訪哲史などの作品にとりわけ詩的な幻想性がみられる。

## 幻想文学の賞
- 国際幻想文学賞 1951-57
- 世界幻想文学大賞 1975-
- 英国幻想文学賞 1972-
- 泉鏡花文学賞 1973-
- ゆきのまち幻想文学賞 1991-

## その他の作家
| - 安部公房 - 荒俣宏 - 稲垣足穂 - 笙野頼子 - 宮沢賢治 | - ジョージ・マクドナルド - パトリック・ジュースキント - バリー・ユアグロー - マーヴィン・ピーク - ミルチャ・エリアーデ - ミヒャエル・エンデ - ウォルター・デ・ラ・メア |

## アンソロジー
- 『怪奇小説傑作集 1-5』平井呈一、青柳瑞穂、澁澤龍彦、植田敏郎、原卓也編・訳 東京創元社 1969年
- 『怪奇と幻想 1-3』矢野浩三郎編、角川書店 1975年
- 『日本幻想文学大全　(上)幻想のラビリンス(下)幻視のラビリンス』澁澤龍彦監修、幻想文学会編 青銅社 1985年
- 幻想小説傑作集（白水社）
  - 「日本幻想小説傑作集1,2」阿刀田高編 1985/11 ISBN 456007075X, ISBN 4560070768
  - 「中国幻想小説傑作集」竹田晃編 1990/12 ISBN 4560070911
  - 「朝鮮幻想小説傑作集」金学烈 高演義編 1990/12 ISBN 456007092X
  - 「アメリカ幻想小説傑作集」志村正雄編 1985/10 ISBN 4560070741
  - 「スペイン幻想小説傑作集」東谷穎人編 1992/05 ISBN 4560070946
  - 「ドイツ幻想小説傑作集」種村季弘編 1985/09 ISBN 4560070725
  - 「イギリス幻想小説傑作集」由良君美編 1985/10 ISBN 4560070733
  - 「フランス幻想小説傑作集」窪田般弥 滝田文彦編 ISBN 4560070717

- 「世界幻想名作集」澁澤龍彦編 河出書房新社 1996/10 ISBN 430940488X

- 書物の王国（全20巻）（国書刊行会）

| - - 1.「架空の町」1997/12 ISBN 433604001X - 2.「夢」1998/8 ISBN 4336040028 - 3.「王侯」1998/10 ISBN 4336040036 - 4.「月」1999/10 ISBN 4336040044 - 5.「植物」1998/5 ISBN 4336040052 - 6.「鉱物」1997/12 ISBN 4336040060 - 7.「人形」1997/12 ISBN 4336040079 - 8.「美少年」1997/12 ISBN 4336040087 - 9.「両性具有」1998/3 ISBN 4336040095 - 10.「同性愛」1999/4 ISBN 4336040109 | - - 11.「分身」1999/1 ISBN 4336040117 - 12.「吸血鬼」1998/11 ISBN 4336040125 - 13.「芸術家」1998/10 ISBN 4336040133 - 14.「美食」1998/4 ISBN 4336040141 - 15.「奇跡」2000/1 ISBN 433604015X - 16.「復讐」2000/8 ISBN 4336040168 - 17.「怪獣」1998/2 ISBN 4336040176 - 18.「妖怪」1999/5 ISBN 4336040184 - 19.「王朝」1999/8 ISBN 4336040192 - 20.「義経」2000/5 ISBN 4336040206 |